# Жак Савойски-Ахая
Жак Савойски-Ахая, Жак Савойски или Жак Пиемонтски (на италиански: Giacomo di Savoia-Acaia, на френски: Jacques de Savoie ou Jacques de Savoie-Achaïe, dit aussi de Piémont; * ок. 6/16 януари 1315, Пинероло, Савойско графство; † 14 май 1367, пак там), е сеньор на Пиемонт и титулярен княз на Ахая (1334 – 1360 и 1363 – 1367).

## Произход
Жак е първородният син на Филип I Савойски-Ахая (* 1274 или 1278 † 1334), сеньор на Пиемонт (1294 – 1334) и титулярен княз на Ахая (1301 – 1307), и на втората му съпруга Катерина дьо Виеноа/дьо ла Тур дю Пен (* ок. 1290, † 1337). Негови дядо и баба по бащина линия са господарят на Пиемонт и граф на Мориен Томас III Савойски и Гуя (Гая) дьо Шалон, а по майчина – дофинът на Виен Хумберт I Виенски и Анна Албонска. Има четирима братя и пет или шест сестри:
- Елеонора († 1350)
- Сестра († 1330), вероятна
- Жана/Жанет (* ок. 1316/18 1 355)
- Амадей († 1376), свещеник в Орлеан и Лион, епископ на Мориен (2 април 1349) и на Лозана (1354), господар на Кумиана (1367/1370)
- Беатриса († 1340)
- Агнес (* ок. 1325/30 † ок. 1384 или 1350)
- Изабела (Елисавета) († ок. 1370), игуменка на манастира „Сан Джакомо“ в Пинероло
- Томас (* 1328/9 † 1360), господар на Пианеца (от 1331), каноник и граф на църквата на Лион, епископ на Торино (от 10 ноември 1348), господар на Солие (от 1355);
- Едуард (* 1330 † 1395), монах в Сион (от 18 февруари 1346), абат на Сан Джусто и приор на Буржè дю Лак/Боргето (от 1366), епископ на Беле (от 1370), епископ на Сион (от 1374), архиепископ на Тарантез (от 23 март 1386), господар на Конте и Шийон (през 1370)
- Аймон (* 1330 † 1398), господар на Кумиана и Кавалермаджоре, на 19 март 1378 като губернатор на Савойския граф получава замъка на Вилафранка. Участник в Савойския кръстоносен поход през 1366 – 1367 г.

Освен това има пет полусестри, три от които са от първия брак на баща му, а две са извънбрачни, и трима полубратя (извънбрачни).

## Биография

### Господар на Пиемонт. Княз на Ахая
Жак е определен като наследник на баща му в завещанието на Филип I от 9 юни 1330 г. заедно с всички останали все още живи дъщери и синове. Майка му Катерина е опекун на децата.
Баща му умира в Пинероло на 25 декември 1334 г. и все още малолетният Жак го наследява в управлението на Пиемонт под регентството на майка си. Срещу това въстават почти всички феодални господари на Пиемонт, но граф Аймон Савойски потушава бунта, като утвърждава Жак на престола.
През 1335 г. майка му Катерина сключва договор с представителя на краля на Сицилия Робер Анжуйски в Ломбардия, в който се предвижда подялбата на някои феоди. Жак подкрепя Анжуйците, като им обещава да атакува всичките им врагове освен Савойските графове.

### Война с Маркграфство Монферат и Маркграфство Салуцо
След като майка му умира през 1337 г. и след като тя е подписала договор за женитбата му с Беатрис – дъщеря на маркграф Томас II от Салуцо, Жак – княз на Ахая продължава политиката на баща си: той не се съюзява открито с когото и било освен с гореспоменатите Анжуйци и не се конфронтира прекалено с пиемонтските владетели.
През 1339 г. сключва договор с Хумберт II Виенски, барон дьо Тур дю Пен, дофин на Виен и граф на Албон, който предвижда взаимна отбранителна намеса срещу враговете с изключение на Анжуйците и на Савойските графове. Жак обявява война на маркграфа на Монферат Теодор I Палеолог, с когото обаче бързо сключва примирие.
В съгласие с Анжуйците, през 1340 г. Жак напада Маркграфство Салуцо, а през 1341 г. го окупира, подпалва го и обсажда неговия маркграф Томас II в замъка му в Салуцо. След като пленява маркграфа, той го предава на Бертранд III Дел Балцо от графовете на Авелино, и завежда двама от синовете му като затворници в Пинероло.
След смъртта на Роберт I Анжуйски през 1341 г. Жак се съюзява със савойските графове, за да си присвои феодите и градовете, принадлежащи на Неаполитанското кралство. През 1346 г. придобива Алба и заедно с граф Амадей VI Савойски окупира Кунео, Мондови, Савиляно и други градове.
През 1347 и 1348 г., обещавайки да си върне Ахейското княжество, Жак е сред онези, които подкрепят краля на Унгария Лайош I Велики срещу Джована I Анжуйска.
През 1356 г. Жак и Амадей VI Савойски трябва да се бият срещу съюз, в който влизат Томас II от Салуцо и Джовани II от Монферат, и в когото през 1359 г. влизат Ракониджи и Карманьола в Княжество Пиемонт.

### Независимост от Савоя, затвор и смърт
След като васалната му зависимост от граф Амадей VI Савойски нараства все повече, Жак се възползва от преминаването през Италия на императора на Свещената римска империя Карл IV, за да разшири автономията си. Той започва да се ползва от привилегии, запазени дотогава единствено за Савойските графове, като собствен монетен двор и възможността за назначаване на собствени нотариуси. Конфликтът му с Амадей VI се задълбочава след като Жак получава правото да облага стоките, преминаващи през неговите владения, и по-специално онези, преминаващи през тогавашната Strada di Francia (днешен бул. Франча в град Торино), при което търговците се обръщат към Амадей VI за намеса.
През 1356 г., с помощта на маркграфа на Салуцо Томас II, Галеацо II Висконти и Бернабо Висконти, Жак участва в експедицията срещу Ивреа, поделена по онова време между Джовани II Монфераски и граф Амадей VI Савойски. Въпреки че Жак се кълне, че е окупирал само онази част на града, която е под властта на Маркграфа на Монферат, Амадей VI го детронира и започва открита война срещу него. Жак се окупира в Пинероло, като нарежда да се укрепи градът чрез реконструкция на крепостните му стени, изграждането на порти и подвижни мостове, издигането на кули и събарянето на къщи твърде близо до градските стени. Работите приключват през 1364 г.
Обявен за предател през 1360 г., Жак е арестуван, докато неговият син и наследник Филип се крие в Алесандрия. Три години по-късно Жак е оправдан по всички обвинения и са му върнати владенията, но е принуден да заплати огромната за времето си сума от 160 хил. златни флорина, да се откаже от исковете си към Ивреа и Канавезе, и да се ожени за 30 години по-младата от него Маргарита дьо Божо.
Получил владения си обратно, Жак влиза триумфално в Торино и потвърждава привилегиите на неговите жители. Амадей VI Савойски го принуждава да води война срещу маркграфа на Салуцо Фридрих II и Жак завладява Пианеца през 1364 г.
На 16 май 1366 г. Жак съставя завещание, определяйки първородния си син Филип за свой наследник, споменавайки и третата си съпруга Маргарита и другите си две деца – Лудвиг и Амадей. В същия този период обаче синът му Филип се съюзява с маркграфа на Салуцо Фридрих II и с господарите на Милано Галеацо II Висконти и Бернабо Висконти, за да воюват срещу савойския граф Амадей VI. С акт от 25 април 1367 г. Жак лишава от наследство най-големия си син, наричайки го „недостоен и неблагодарен“, и разпределя наследството между децата от третата си съпруга – полубратята на Филип Амадей и Лудвиг. Това кара Филип да поведе кървав бунт през следващите няколко години.
Жак умира на 52-годишна възраст на 17 май 1367 г. в Пинероло, оставяйки княжеството си в хаос. Смъртта му бележи началото на интриги и борби, които скоро довеждат потомците му до гибел.

## Брак и потомство
Жени се три пъти:
1. ∞ 18 декември 1338 (чрез представител), 22 януари 1339 за Беатриче д'Есте († 10 февруари 1339, Ивреа), дъщеря на Риналдо II д’Есте, маркиз на Ферара и господар на Модена, и съпругата му Лукреция ди Барбиано, от която няма деца. Скоро овдовява.
2. ∞ 9 юни 1339 Сибила дел Балцо/Сибил дьо Бо († 1361), дъщеря на Раймонд II, 10-и господар на Бо, граф на Авелино и генерален викарий на Ахая (1264 – 1321), и втората му съпруга Стефанета Дел Балцо (Етиен дьо Бо-Пюрикар). Остава вдовец. От нея има един син и вероятно една дъщеря:
- Филип Савойски-Ахая (* август 1340, † ок. октомври 1368, замъка на Авиляна), господар на Ахая под името Филип II Савойски-Ахая. Лишен от баща си от право на наследство в Пиемонт (1367); ∞ 19 септември 1362 Алиса дьо Тоар (+ сл. 12 юни 1400), господарка на Монжифон, дъщеря на Умберто, господар на Тоар и Вилар и Беатриса Савойска от Князете на Ахая;
- Мария Савойска-Ахая († сл. 1348).

3. ∞ 16 юли 1362 (договор) за Маргарита дьо Божьо (* 20 декември, 1346, † януари 1402), господарка на Барзе, дъщеря на Едуард I, господар на Божьо (Форез) и съпругата му Мария дю Тил. От нея има двама сина:
- Амадей I Савойски-Ахая (* 1363, † 7 май 1403, Пинероло), сеньор на Пиемонт (1368 – 1402) и титулярен княз на Ахая; ∞ 22 септември 1380 за Катерина Женевска († 17 октомври 1407 във Вигоне), дъщеря на Амадей III, граф на Женева, и Марго (Мау) д'Оверн. Имат 4 дъщери;
- Лудвиг I Савойски-Ахая (* 1364, Пинероло, † 11 декември 1418, Торино или Пинероло), сеньор на Пиемонт (1402 – 1418) и титулярен княз на Ахая (от 1402); ∞ 24 юли 1402 (1403) за Бона Савойска (* 1388, † 1432), племенница на крал Шарл V, дъщеря на граф Амадей VII Савойски и съпругата му Бона Бурбон. Нямат деца.

Има един или двама извънбрачни синове от неизвестни жени:
- Антонио Извънбрачни Савойски, нар. „дела Мореа“, капитан в служба на Савойските графове, отива с Амадей VI Савойски в Ориента (1366), следва го във Франция, за да се бие с фламандците (1380), получава като дар феода на Буска (5 март 1418), господар на Дженола (1422). Поставя началото на морганатичния клон Савоя-Буска, просъществувал от 5 март 1418 до 1477 г. Има четирима сина.
- Бракето.

#### Първични източници
- ((la)) De Allobrogibus libri novem.
- ((la)) Guichenon, Samuel. Preuves de l'Histoire généalogique de la royale maison de Savoie, justifiée par titres,...
- ((la)) Storia dei principi di Savoia del ramo d'Acaia, signori del Piemonte, Volume 2

#### Историографска литература
- ((fr)) Guichenon, Samuel. Histoire généalogique de la royale maison de Savoie, justifiée par titres,...
- ((fr)) Histoire de la Maison de Savoie
- ((fr)) Samuel Guichenon. Preuves de l'Histoire généalogique de la royale maison de Savoie, justifiée par titres,...
- Bruno, Dante. Alla scoperta del Marchesato di Busca. Cenni e vicende di un piccolo stato italiano. Fusta Editore, Saluzzo 2014